# Inauguration papale

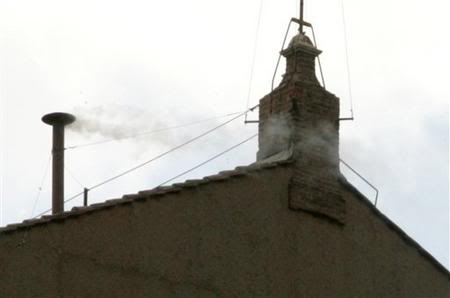
Fumée blanche sortant de la cheminée de la chapelle Sixtine : un nouveau pape est élu.

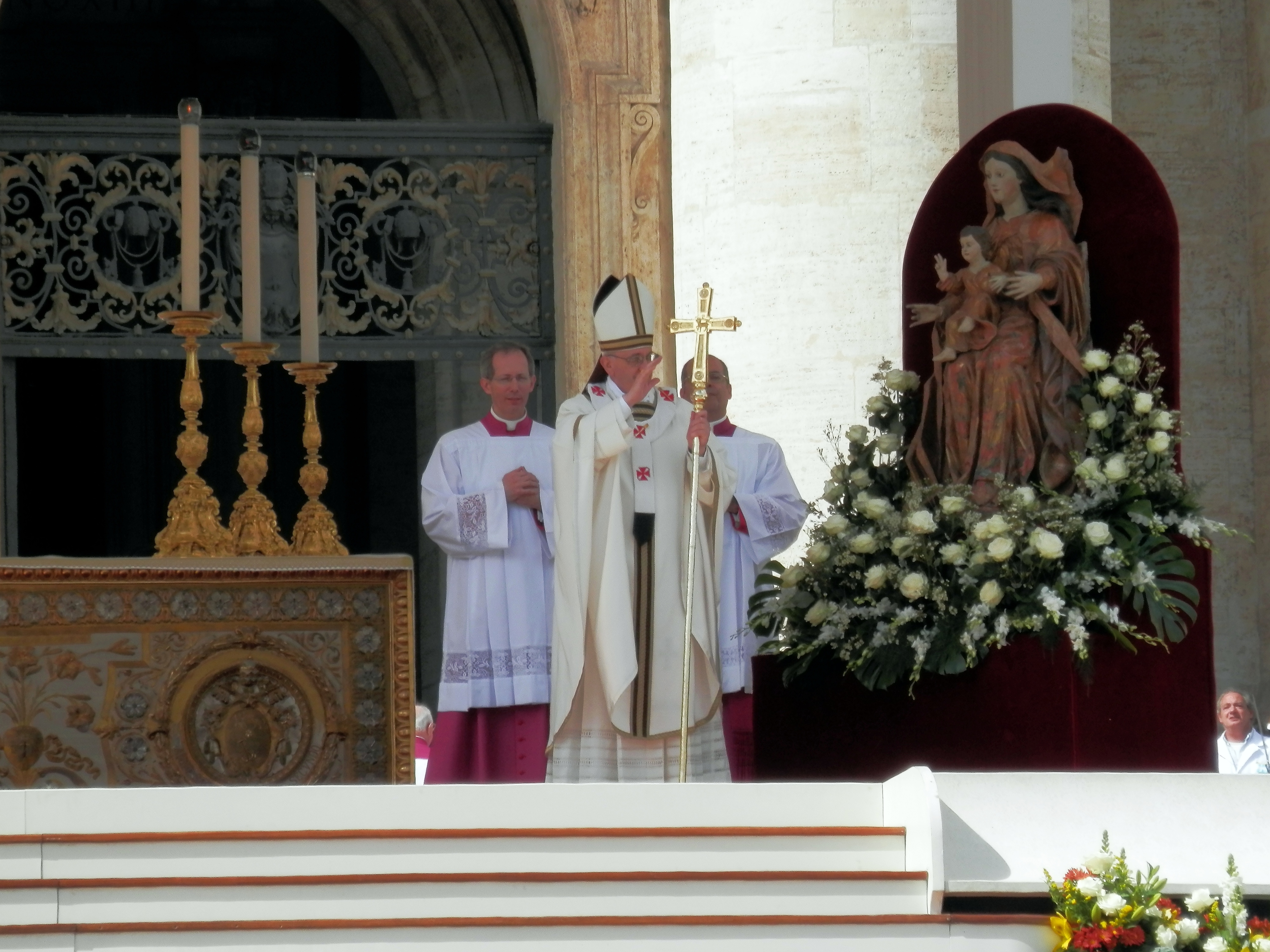
Inauguration papale du pape François.

 (mai 2025).
 (mai 2025).
Si vous disposez d'ouvrages ou d'articles de référence ou si vous connaissez des sites web de qualité traitant du thème abordé ici, merci de compléter l'article en donnant les références utiles à sa vérifiabilité et en les liant à la section « Notes et références ».
L'inauguration papale est l'ensemble des étapes et cérémonies liturgiques qui interviennent à l'issue du conclave, lui-même ayant conduit à l'élection du pape. Dès l'instant où le nouveau pape donne son consentement à son élection et indique, au cardinal doyen, le nom qu'il veut utiliser, le vote est validé par procès-verbal. Une fumée blanche est produite dans la chapelle Sixtine, accompagnée des cloches de Saint-Pierre. Le cardinal protodiacre prononce alors l'Habemus papam (« Nous avons un pape »), depuis le balcon central de la basilique Saint-Pierre. Le conclave est achevé et la cérémonie solennelle d'inauguration du pontificat peut débuter dans les jours qui suivent. Elle est suivie de la prise de possession de l'archibasilique patriarcale du Latran, qui est la cathédrale de l'évêque de Rome, c'est-à-dire le pape, considérée dans le catholicisme comme la « mère », en ancienneté et dignité, de toutes les églises de Rome et du monde.
Depuis l'inauguration du pape Jean-Paul Ier, il n'y a plus de cérémonie de couronnement du pape.

## Terminologie
L'expression inauguration du pontificat est officiellement utilisé par l'Église catholique romaine. Elle est employée dans la constitution apostolique Universi Dominici gregis, promulguée par le pape Jean-Paul II le 22 février 1996. Celle-ci définit les règles relatives à l'élection du nouveau souverain pontife.
Au cours de l'histoire, la cérémonie a pris différentes appellations :
- couronnement du pape[2] ;
- intronisation du pape[3] est parfois utilisé, en référence au trône où siège le pape : en effet, le trône, sur lequel le pape est traditionnellement assis en tant qu'évêque de Rome se trouve dans l'abside de l'archibasilique Saint-Jean de Latran à Rome. Le trône sur lequel il s'assoit en tant que pape est situé dans l'abside de la basilique Saint-Pierre de Rome. Au-dessus de ce trône, se trouve un fauteuil présenté comme ayant appartenu à saint Pierre, le premier pape. Cette relique est connue sous le nom de chaire de saint Pierre (Cathedra Sancti Petri) ;
- investiture du pape : l'investiture est un acte par lequel une personne met une autre en possession d'une chose. Le pape n'est donc pas investi mais il investit lui-même les évêques ou les cardinaux[4].

## Actes préparatoires à l'élection du futur pontife
Durant la période de vacance du pontificat, appelée Sede vacante, différentes étapes sont accomplies : en dehors des actes relatifs au décès du pape, ces étapes sont les suivantes :
- bris de l'anneau du pêcheur : il s'agit du symbole de saint Pierre et de la papauté remis au pape au début de son pontificat. Il est brisé ou griffé par le cardinal camerlingue, en même temps que le sceau de plomb du pape, en présence des cardinaux ;
- les armoiries du Saint-Siège sont remplacées par l'ombrellino, qui constitue, avec les clefs, les armes du Saint-Siège durant la sedisvacance ;
- en cas de décès du pape, la porte de bronze du palais apostolique est fermée pour moitié d'un drap noir en signe de deuil ;
- l'appartement pontifical est placé sous scellés, par le camerlingue[5].

## Inauguration des pontificats à l'époque moderne (sans couronnement)

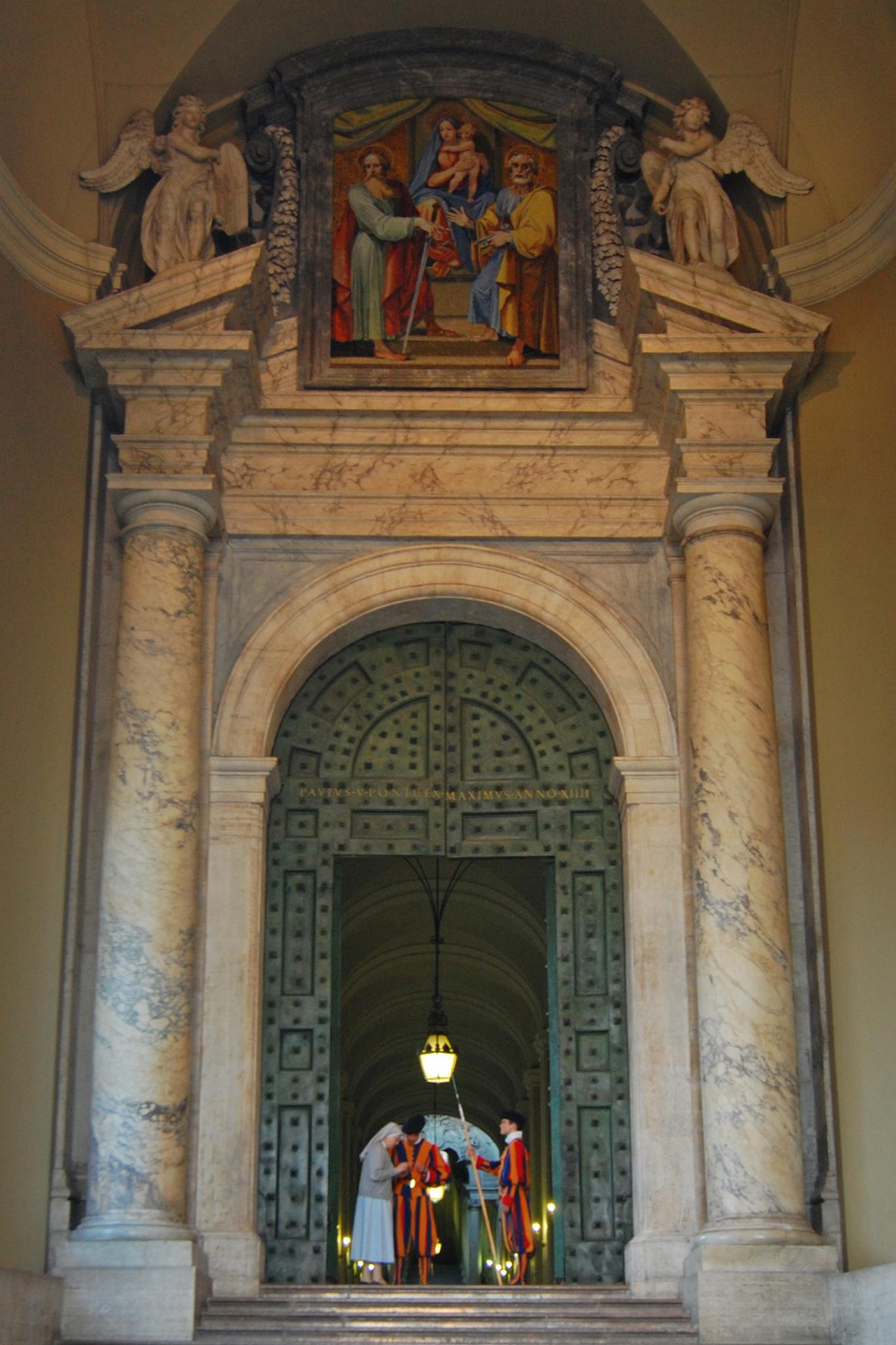
La porte de bronze, du palais apostolique

Le rite de l'inauguration du pontificat est défini par le Ordo rituum pro ministerii Petrini initio Romae episcopi (ordre du rite pour l'inauguration du ministère de Pierre évêque de Rome). Ces rites ont été modifiés le 18 février 2013 par le pape Benoît XVI. Concernant la première messe pontificale, les modifications apportées visent à « mieux distinguer la célébration de la sainte messe des autres rites qui ne lui sont pas étroitement liés ». 

### Bénédiction urbi et orbi
Lorsque le nouveau pape est élu, après avoir revêtu sa nouvelle tenue et après avoir été annoncé par l'Habemus papam à la foule romaine et au monde entier, celui-ci prononce sa première bénédiction du haut du balcon de la basilique Saint-Pierre. Il s'agit de la bénédiction urbi et orbi (À la ville et à l'univers).

### Appartements de fonction (scellés)
Après son élection, le pape prend possession de ses appartements dans le palais apostolique : ceux-ci se situent dans la troisième aile ou l'aile Est de la cour Saint-Damase : le bâtiment est appelé palais de Sixte-Quint. Il s'agit d'un grand édifice de 85 pièces sur trois étages qui surplombe la cour d'honneur du Vatican (cour Saint-Damase). L'appartement, où réside, le pontife se trouve au troisième étage. Il reçoit ses visiteurs, notamment les chefs d'État et de gouvernement, au deuxième étage, qui s'appelait autrefois « appartement noble », à proximité de la bibliothèque privée du pape, dont les fenêtres donnent sur la place Saint-Pierre. 

### Recueillement sur la tombe de Saint-Pierre
Lors de son élection, le pape Benoît XVI s'était recueilli sur la tombe de Saint-Pierre, située dans la nécropole papale de la basilique Saint-Pierre.

### Nouvelles armoiries du souverain pontife
Les armoiries pontificales représentent une tiare papale placée au sommet de l'écu. Les clefs de Saint Pierre, posées en sautoir, sous la tiare, au-dessus ou derrière l'écu, sont liées ensemble par un cordon de gueules. Celle en bande est d'or et celle en barre d'argent. Les papes  peuvent y ajouter des éléments personnels sur l'écu, soit en utilisant celles de leur famille, soit en en choisissant au moment de leur élection. Ils peuvent notamment y indiquer leurs idéaux de vie, leur programme pontifical ou faire une référence à des faits ou des expériences passées.

Quelques armoiries récentes
Léon XIV
François
Benoît XVI
Jean-Paul II
Jean-Paul I
Paul VI
Jean XXIII
Pie XII
Pie XI
Benoît XV
Pie X
Léon XIII

## Fonctions du pape
Dès son élection, le nouveau pontife devient pape. Cette appellation est tirée du latin papa qui veut simplement dire père. Il est également évêque de Rome. Sur le plan religieux, il a d'autres titres ou appellations. À la tête du Vatican, ou État de la cité du Vatican, le pape dispose du pouvoir absolu (exécutif, législatif et judiciaire).

## Regalia et insignes papaux
Le pontife dispose de ses regalia et insignes officiels qui sont un ensemble d'objets symboliques constitués par les éléments de la tenue et de la décoration propre au pape en sa qualité de chef de l'Église catholique romaine et souverain de la Cité du Vatican.

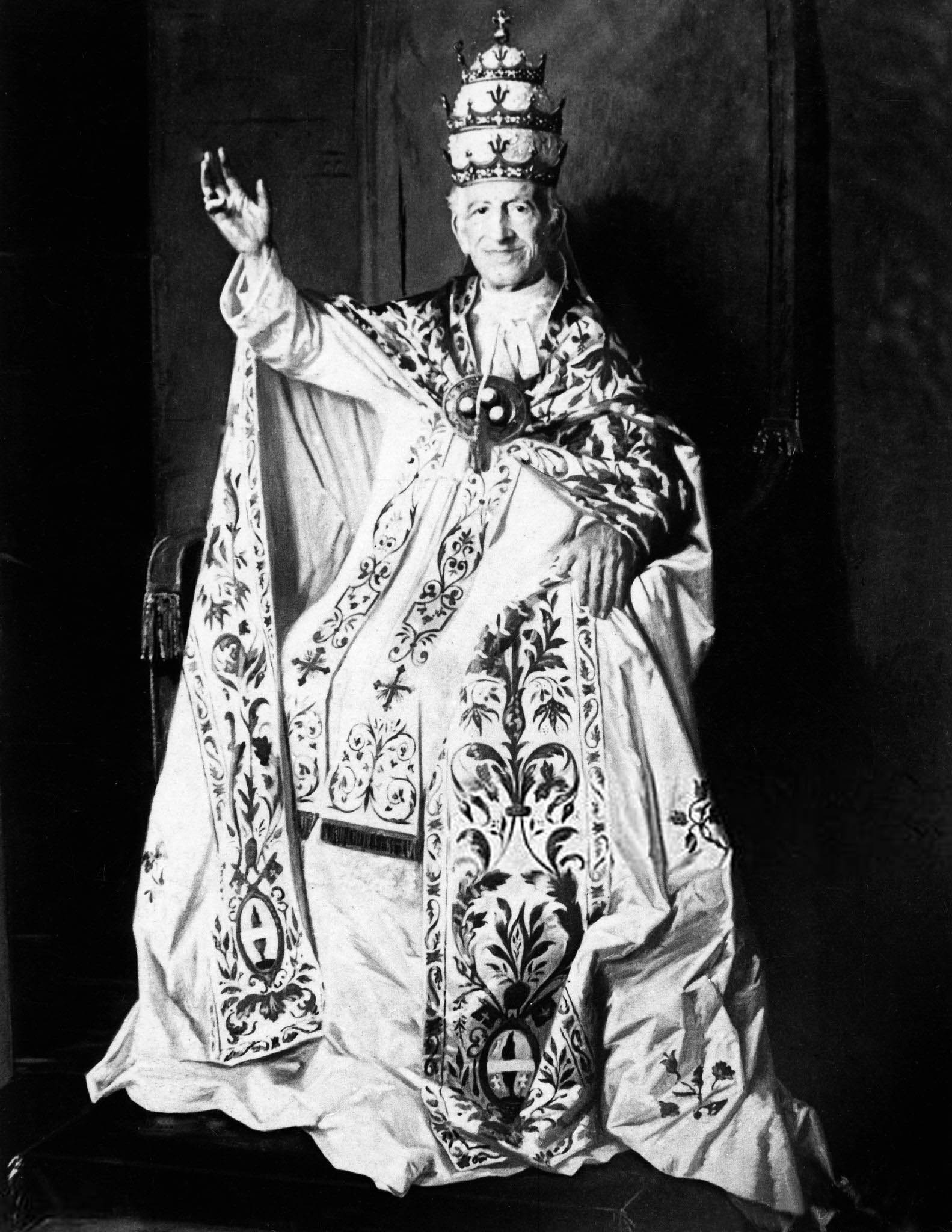
Le pape Léon XIII en grande tenue

Comme tous les membres du clergé, de par sa fonction suprême, le pape a des attributs spécifiques. Il est associé au trirègne ou tiare papale, qui figure toujours dans les armoiries du Saint-Siège et sur le drapeau du Vatican. Il s'agit de la triple couronne du pape qui symbolise les pouvoirs : 
- - d'Ordre sacré (en tant que Vicaire du Christ et successeur de Pierre, il nomme les évêques,
  - pouvoir de juridiction (en vertu du pouvoir des clefs, celui de lier et délier sur la terre et au ciel),
  - pouvoir de magistère (en vertu de l'infaillibilité pontificale).

Cette tiare affirme le pontife en tant que père des rois, régent du monde et vicaire du Christ.
Le trirègne n'est plus porté en tant que couvre-chef depuis le pontificat de Jean-Paul Ier ce qui fait que depuis, la cérémonie du couronnement pontifical, n'a plus fait partie de l'inauguration solennelle. La statue en bronze de saint Pierre, dans la basilique vaticane, est coiffée de la tiare, le 29 juin, fête des saints Pierre et Paul. Benoît XVI est le premier pape à avoir remplacé la tiare par une mitre sur la première version de ses armoiries personnelles. Pourtant, un nouveau blason pontifical du pape Benoît XVI a vu le jour en octobre 2010, orné cette fois ci, selon l'usage traditionnel, de la tiare.
En tant qu'évêque de Rome, il porte la mitre : il s'agit d'une coiffe liturgique réservée aux évêques. Cette mitre remplace la tiare papale (dans les cérémonies liturgiques). Par ailleurs, il porte la calotte : autrefois appelée submitrale, car elle se porte sous la mitre, c'est une petite coiffe ronde. Elle est de la même couleur que le costume ecclésiastique, c'est-à-dire de soie moirée blanche.
Le pape peut porter deux types de croix : celle spécifique aux évêques mais aussi la croix papale qui se différencie de celle des autres membres de l'Église : elle est surmontée de 3 traverses qui correspondent à la tiare papale, au chapeau cardinalice et à la mitre épiscopale.
À l'occasion des cérémonies liturgiques, le pape est porteur de la férule : il s'agit d'un bâton pastoral (surmonté, ou non, d'une croix). Elle se différencie de la crosse épiscopale des évêques. Dans ses effets vestimentaires, le pape porte également les éléments suivants :
- le fanon papal, semblable à un châle. Il est porté par le pape avec les habits pontificaux pour célébrer la messe papale. Il est constitué de deux courtes pèlerines superposées, non échancrées sur le devant et cousues ensemble au col ; celle du dessus, plus petite que celle du dessous, présente une échancrure à l'arrière. Les deux bandes de tissu qui pendent de la tiare ou de la mitre sont également appelés fanons. Le fanon est en soie rayée blanc et or doublé d'une fine raie d'amarante, bordé d'un galon d'or et décoré sur le devant d'une croix brodée de même couleur.

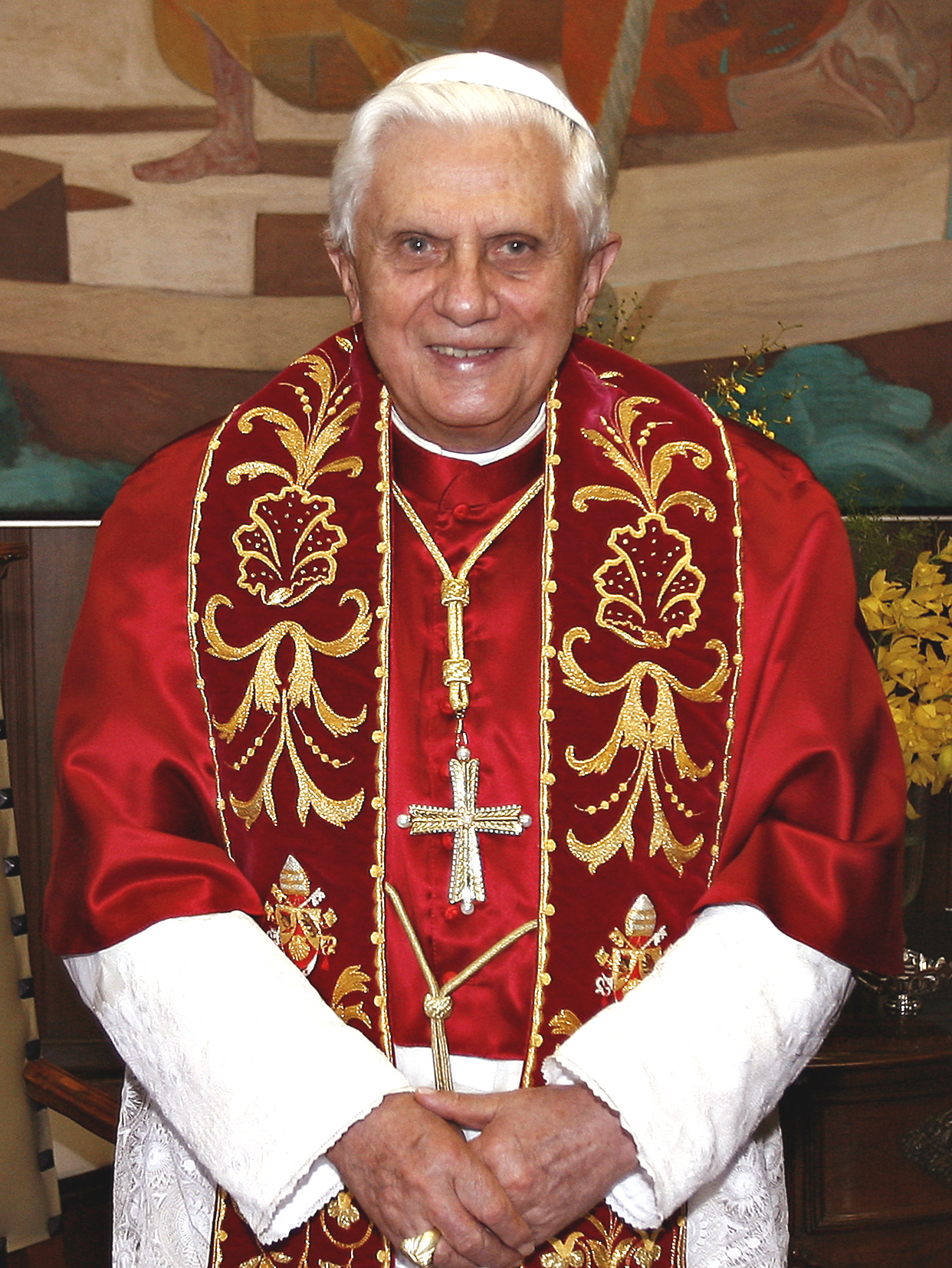
Le pape Benoît XVI revêtu de son étole

- l'étole : il s'agit d'une bande de tissu ornée d'une petite croix placée au milieu. Elle est brodée à ses armes sur les plats. Quand le pape revêt une mosette blanche pendant l'octave de Pâques, l'étole est également blanche.
- la chape est utilisée pour certaines cérémonies, en particulier les processions, la chape est une sorte de grande cape sans manches, fermée devant par une agrafe, souvent décorée de broderies et d'incrustations.

Avant les réformes liturgiques du Concile Vatican II, la tenue pontificale pouvait également comprendre : 
- Le Sous-cinctorium : bande de tissu brodé semblable à une manipule suspendue à la ceinture. Il est brodé d'une croix et de l'Agnus Dei.
- La Falda : un vêtement particulier du pape qui forme une jupe longue qui s'étend sous l'ourlet de l'aube. Les traînes de la falda étaient si longues que le pape avait des porteurs à la fois devant et derrière  quand il passait.
- Le Mantum : une très longue chape qui était portée uniquement par le pape. À l'origine, il était de couleur rouge, mais plus tard a été adapté pour correspondre aux couleurs liturgiques.

## Messe célébrée à la basilique Saint-Pierre

### Cérémonie d'ornements liturgiques
Cette cérémonie vient en remplacement de la cérémonie du couronnement, depuis le pape Jean-Paul Ier. Elle ne comprend plus depuis ce pontife, la remise de la tiare papale.

#### Remise de l'anneau du pêcheur
Cette bague doit son nom au fait qu'il représente, sur son chaton, saint Pierre pêchant au filet dans sa barque.

#### Remise du Pallium
Le pallium, selon la tradition catholique, symbolise le poids du Christ qui pèse sur les épaule du pape. Il porte le pallium, sur son étole. Il s'agit d'une étoffe de laine qui mesure 2,6 mètres. Elle arbore 5 croix rouges qui symbolisent les plaies de Jésus et deux broches symbolisant les clous de la crucifixion. Le pape Benoît XVI a innové, lors de sa prise de fonction en 2005, avec un nouveau pallium basé sur la forme antérieure du pallium (similaire à l'Omophorion porté par les évêques chrétiens orientaux). Celui-ci est repris par le pape François.

### Acte d'obédience des cardinaux au pape
Après la remise du pallium et de l'anneau du pêcheur au nouveau pontife, les cardinaux affirment leur obéissance : chaque cardinal présent à la messe d'inauguration du pontificat s'avance et offre son allégeance. Durant les dernières cérémonies, les cardinaux sont représentés par quelques-uns d'entre eux.

## Messe à la cathédrale de Rome (prise de possession)
Peu après son élection et sa prise de fonction, le pontife prend possession de la cathedra romana, c'est-à-dire, la basilique Saint-Jean-de-Latran  à Rome. Il s'agit de l'incathedratio du souverain pontife, c'est-à-dire, son installation. Le trône, sur lequel le pape est traditionnellement assis en tant qu'évêque de Rome (le Cathedra Romana), est situé dans l'abside de l'archibasilique, sa cathédrale.  Quant au trône sur lequel il s'assoit en tant que pape, celui-ci est situé dans l'abside de la basilique Saint-Pierre au Vatican. Au-dessus de ce trône, est installé, un fauteuil attribué à saint Pierre, considéré comme étant le premier pape. Cette relique est connue sous le nom de trône de Pierre (Cathedra Sancti Petri).

## Inauguration du pape François

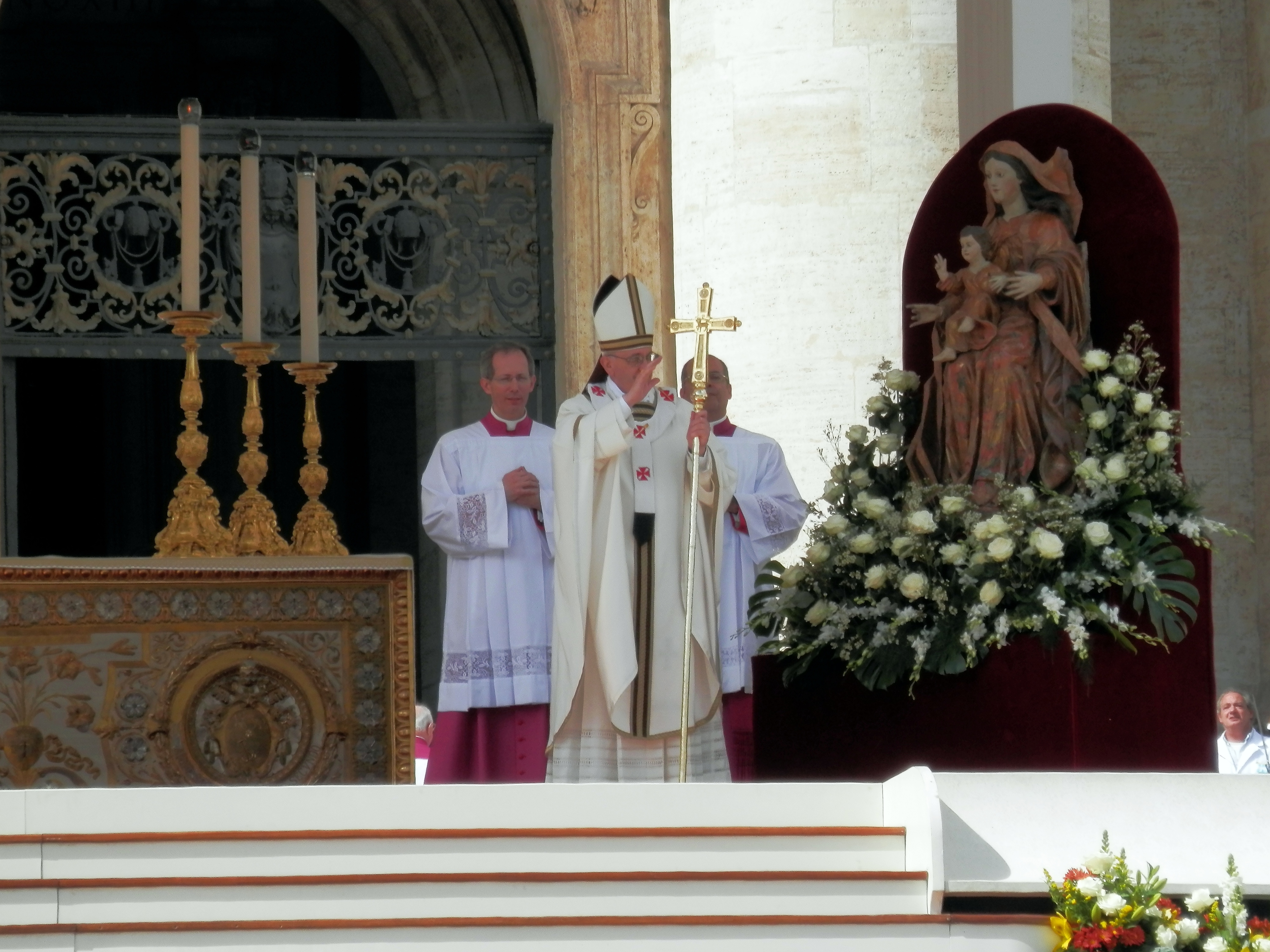
Pape saluant la foule à la fin de la messe inaugurale.

Dès son élection, le 13 mars 2013, le pape siège dans la salle de la chapelle Sixtine, sur la chaire ayant appartenu à Léon XIII.
Afin que soit prononcé l'Habemus papam, les ouvriers de la Floreria suspendent un drap bordeaux, mesurant 6 mètres sur 4, qui est exposé à la Loggia des bénédictions de la basilique Saint-Pierre.
La première messe d'inauguration du pontificat du pape François (en) devant 150 000 à 200 000 fidèles et 132 délégations officielles de pays du monde entier a lieu le 19 mars 2013 sur la place Saint-Pierre au Vatican. Elle démarre par la visite du pape au tombeau de saint Pierre devant lequel il prie. La messe proprement dite a été précédée de la remise des insignes pontificaux : le pallium pétrinien est remis (imposition du pallium) en premier au pape par le cardinal protodiacre Tauran. Puis l'anneau du pêcheur est remis par le cardinal Re, premier de l'ordre des évêques : cette bague est en argent massif, et pas en or comme ses prédécesseurs. Dans son homélie, le pape a invité « à avoir du respect pour tous, pour chaque personne, spécialement les enfants, les personnes âgées, tous ceux qui sont les plus fragiles et qui souvent se trouvent à la périphérie de notre cœur ».

## Rite du couronnement

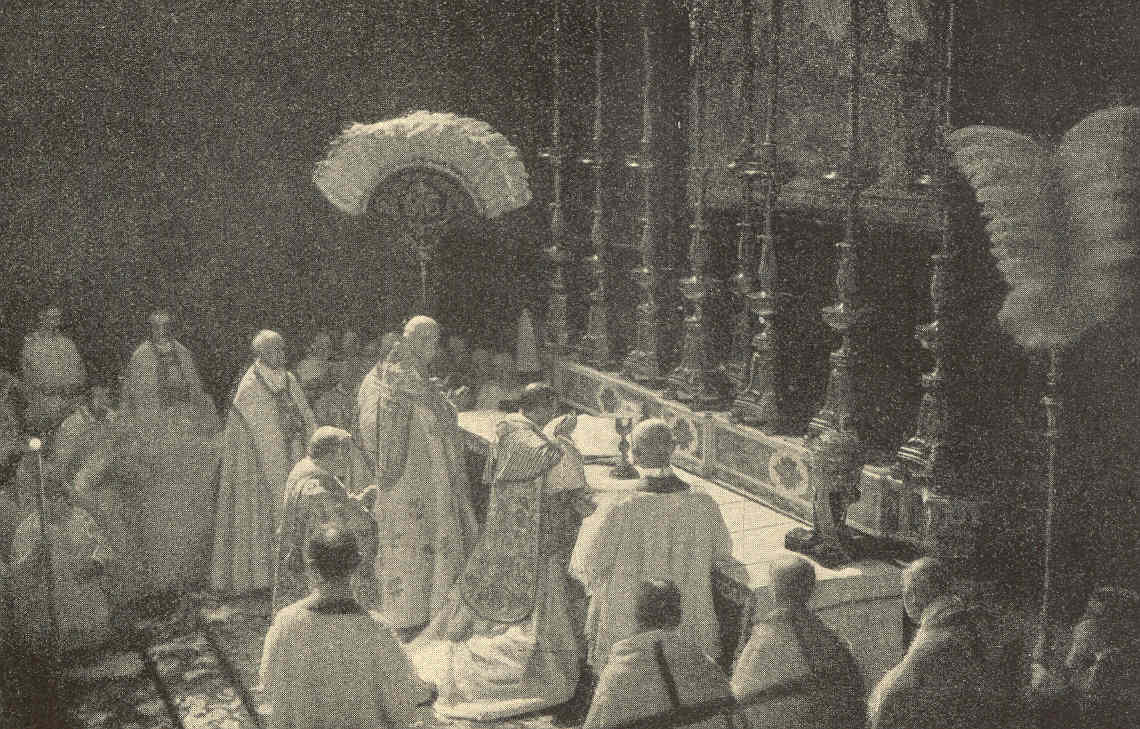
Couronnement de Benoît XV en 1914. C'est le premier couronnement pontifical à être photographié. Le premier à être filmé (en partie) sera celui de Pie XI en 1922.

Pendant une grande partie de l'histoire de la papauté, les vicaires du Christ successifs furent couronnés par une couronne particulière appelée trirègne, ou tiare pontificale. Elle symbolisait le pouvoir particulier du pape sur les autres évêques, bien que ce soit la mitre qui soit l'insigne liturgique du pape en tant qu'évêque de Rome. Elle avait plusieurs significations, notamment le triple pouvoir du pape (symbolisé par trois couronnes) : celui d'Ordre sacré, de Juridiction et de Magistère.
Le plus ancien couronnement pontifical dont on ait gardé trace est celui de Nicolas Ier en 858. Le dernier fut le couronnement de Paul VI en 1963, qui abandonna peu après la pratique du port de la tiare. Aucun de ses successeurs n'a utilisé la tiare, et plus aucune cérémonie de couronnement ne fut incluse dans les célébrations d'inauguration pontificale suivantes. 

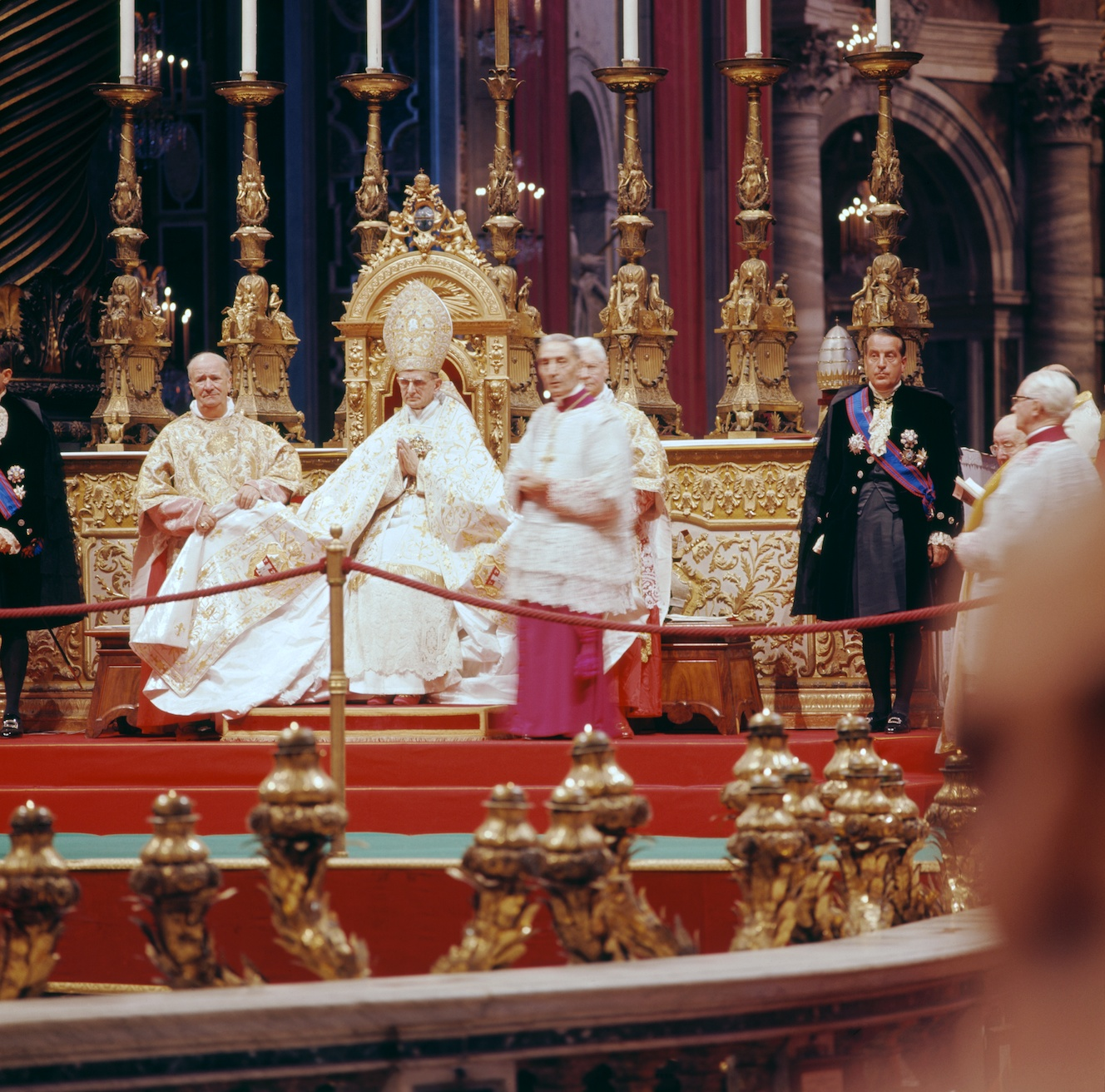
Paul VI lors du concile Vatican II. Dernier pape couronné, on voit en arrière-plan sa tiare papale, qu'il déposera en novembre 1963 pour ne plus la remettre.

### Cérémonie
La cérémonie du couronnement à proprement dite était incluse dans une inauguration pontificale particulièrement longue, laquelle durait environ 6 heures. Avec le temps, les cérémonies se sont voulues plus courtes et plus accessibles, et ainsi, simplifiées. La dernière cérémonie à durer longtemps (6 heures) fut le couronnement de Jean XXIII en 1958 ; quand son successeur, Paul VI, devint pape, il simplifia la cérémonie, notamment en réduisant le nombre de rituels pratiqués à plusieurs reprises. Néanmoins, lors des derniers couronnements, ceux de Pie XII, Jean XXIII et Paul VI, le pape n'était plus couronné dans la basilique Saint-Pierre même mais au balcon de la loge (sur le parvis pour Paul VI) de la basilique, pour être plus visible des fidèles.
La cérémonie du couronnement était symbolisée par la remise de la tiare. Celle-ci ne fait plus partie du rite, depuis Jean-Paul Ier. elle n'est plus portée mais n'a pas pour autant été supprimée. Si en effet Paul VI vendit sa propre tiare, et, lors de la réforme de la cour pontificale en 1969, supprima de nombreux postes participant notamment au couronnement, il n'abrogea pas officiellement le couronnement. 

### Abandon du couronnement
Bien que Paul VI ait décidé de ne pas porter la tiare papale, sa constitution apostolique Romano Pontifici Eligendo continue d'envisager une cérémonie de couronnement pour ses successeurs. Cependant, ses successeurs directs, élus conformément à cette constitution, les papes Jean-Paul Ier, Jean-Paul II, Benoît XVI et François ont choisi de ne pas être couronnés.
Jean-Paul Ier, qui commença son pontificat sous le signe de la simplicité et de l'humilité, préféra demander une messe d'inauguration pontificale plutôt qu'un couronnement. Il refusa également d'utiliser la Sedia gestatoria mais finalement accepta pour les besoins de la cérémonie. À peine quelques semaines plus tard, il mourut après un règne de 33 jours. Son successeur, Karol Wojtyła, choisit le nom papal de Jean-Paul II, se plaçant dans la continuité de son successeur et se présentant avant tout comme « l'évêque de Rome », renonça donc également au couronnement.
Dans l'homélie inaugurale de son pontificat, Jean-Paul II déclare à propos du couronnement : 
« Au cours des siècles passés, lorsque les successeurs de Pierre ont pris possession de leur siège, la tiare papale a été placée sur leur tête. Le dernier pape à être couronné fut Paul VI en 1963, mais après la cérémonie du couronnement solennel, il n'a jamais utilisé la tiare et a laissé le soin à ses successeurs de décider de le faire ou non. Le pape Jean-Paul Ier ne voulut pas recevoir la tiare, ce que son successeur ne veut pas non plus aujourd'hui. Ce n'est pas le moment de faire une cérémonie avec un objet considéré, à tort, comme un symbole du pouvoir temporel des papes. Le monde actuel nous appelle, nous pousse, nous oblige à regarder le Seigneur et nous oblige à plonger dans une humble et pieuse méditation sur le mystère du pouvoir souverain du Christ lui-même ».

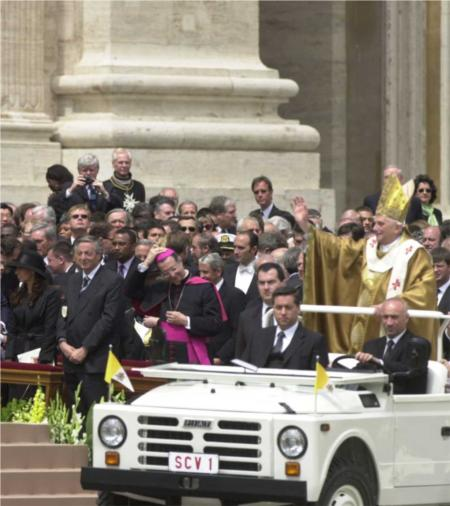
L'inauguration du pontificat de Benoît XVI

Après son long pontificat (près de 27 ans), Jean-Paul II meurt le 2 avril 2005 ; son successeur issu du conclave suivant est Joseph Ratzinger, qui prit le nom de Benoît XVI. Réputé conservateur et proche des milieux traditionalistes, il est le troisième pape à ne pas être couronné, étant seulement "intronisé". Néanmoins, certaines sources telles que le journal français Point de vue firent savoir que cette décision fut de dernière minute : selon eux, après ses deux prédécesseurs qui avaient joué la carte de la simplicité, Benoît XVI aurait décidé de renouer avec la pratique du couronnement, comme tous les papes avant 1978. Il en aurait cependant été dissuadé par le personnel du Vatican, notamment Piero Marini, le maître des célébrations liturgiques pontificales. Quoi qu'il en soit, Benoît XVI fut le premier à ne plus utiliser la tiare sur ses armoiries papales (bien qu'une version hybride la comportant soit apparue en 2010), et Marini fut congédié en 2007. L'inauguration du pontificat de Benoît XVI eut lieu à Rome le 24 avril 2005.
Dans sa constitution apostolique Universi Dominici Gregis, Jean-Paul II prévoit que la cérémonie solennelle de l'inauguration d'un pontificat doit avoir lieu, mais il ne précise pas sa forme. Benoît XVI, dans sa modification du 22 février 2013, n'a pas modifié ce point.

### Couronnements historiques
Tableau récapitulatif des couronnements historiques (papes et antipapes) : 
| Date                      | Lieu                        | Pape                   | Cardinal                                                                        | Diaconie                                     | Notes |  |
| ------------------------- | --------------------------- | ---------------------- | ------------------------------------------------------------------------------- | -------------------------------------------- | --- |  |
| 3 octobre 1143            | Rome                        | Célestin II            | Gregorio Tarquini                                                               | Santi Sergio e Bacco                         | Le 26 septembre, il est sacré évêque de Rome par le cardinal Albéric de Beauvais, évêque d'Ostie. |  |
| 12 mars 1144              | Rome                        | Lucius II              | Gregorio Tarquini                                                               | Santi Sergio e Bacco                         | Le même jour, il est sacré évêque de Rome par le cardinal Albéric de Beauvais, évêque d'Ostie. |  |
| 14 mars 1145              | Abbaye de Farfa             | Eugène III             | Odone Bonecase                                                                  | San Giorgio in Velabro                       | Le 18 février, il est sacré évêque de Rome par le cardinal Corrado della Suburra, évêque de Sabine et doyen du Sacré Collège des cardinaux.                                                                                    |  |
| 12 juillet 1153           | Rome                        | Anastase IV            | Odone Bonecase                                                                  | San Giorgio in Velabro                       | |  |
| 5 décembre 1154           | Rome                        | Adrien IV              | Probablement par le cardinal Rodolfo                                            | Santa Lucia in Septisolio                    | Odone Fattiboni était absent (voir élection papale de 1154 ) |  |
| 20 septembre 1159         | Nympha                      | Alexandre III          | Odone Bonecase                                                                  | San Giorgio in Velabro                       | Le même jour, il est sacré évêque de Rome par le cardinal Ubaldo Allucingoli, évêque d'Ostie e Velletri. |  |
| 4 octobre 1159            | Abbaye de Farfa             | Victor IV              | Imar de Tusculum                                                                |                                              | |  |
| 22 juillet 1167           | Rome                        | Pascal III             |                                                                                 |                                              | Le 22 avril 1164, il est sacré évêque de Rome à Lucca par Henri II de Leez prince-évêque de Liège (pas un cardinal). |  |
| 1168                      | Rome                        | Calixte III (antipape) | (?)                                                                             |                                              | |  |
| 6 septembre 1181          | Velletri                    | Lucius III             | Teodino de Arrone, évêque de Porto e Santa Rufina.                              |                                              | |  |
| 1er décembre 1185         | Verona                      | Urbain III             | (?) (probablement par le cardinal Ardicio Rivoltella de la diaconie S. Teodoro) |                                              | |  |
| 25 octobre 1187           | Ferrara                     | Grégoire VIII          | Giacinto di Bobone Orsini                                                       | S. Maria in Cosmedin                         | Le même jour, il est sacré évêque de Rome, probablement par le cardinal Thibaud, évêque d'Ostie e Velletri (?). |  |
| 7 janvier 1188            | Pise                        | Clément III            | Giacinto di Bobone Orsini                                                       | S. Maria in Cosmedin                         | |  |
| 14 avril 1191             | Rome                        | Célestin III           | Graziano da Pisa                                                                | SS. Cosma e Damiano                          | Le même jour, il est sacré évêque de Rome par le cardinal Ottaviano di Paoli, évêque d'Ostie e Velletri et sous-doyen du Sacré Collège des cardinaux                                                                           |  |
| 22 février 1198           | Rome                        | Innocent III           | Graziano da Pisa                                                                | SS. Cosma e Damiano                          | Le même jour, il est sacré évêque de Rome par le cardinal Ottaviano di Paoli, évêque d'Ostie e Velletri et sous-doyen du Sacré Collège des cardinaux                                                                           |  |
| 31 août 1216              | Rome                        | Honoré III             | Guido Pierleone                                                                 | S. Nicola in Carcere Tulliano                | Le 24 juillet, il est sacré évêque de Rome par le cardinal Ugolino di Segni Conti, évêque d'Ostie e Velletri. |  |
| 11 avril 1227             | Rome                        | Grégoire IX            | Ottaviano dei conti di Segni                                                    | SS. Sergio e Bacco                           | |  |
| 28 juin 1243              | Anagni                      | Innocent IV            | Raniero Capocci                                                                 | S. Maria in Cosmedin                         | Le même jour, il est sacré évêque de Rome, probablement par le cardinal Rinaldo di Segni Conti, évêque d'Ostie e Velletri et doyen du Sacré Collège des cardinaux                                                              |  |
| 20 décembre 1254          | Naples                      | Alexandre IV           | Riccardo Annibaldeschi                                                          | S. Angelo in Pescheria                       | |  |
| 4 septembre 1261          | Viterbo                     | Urbain IV              | Riccardo Annibaldeschi                                                          | S. Angelo in Pescheria                       | |  |
| 20 septembre 1265         | Viterbo                     | Clément IV             | Riccardo Annibaldeschi                                                          | S. Angelo in Pescheria                       | |  |
| 23 mars 1272              | Rome                        | Grégoire X             | Giovanni Gaetano Orsini                                                         | S. Nicola in Carcere Tulliano                | Le 19 mars, il est sacré évêque de Rome, probablement par le cardinal Eudes de Châteauroux, évêque de Frascati et doyen du Sacré Collège des cardinaux                                                                         |  |
| 22 février 1276           | Rome                        | Innocent V             | Giovanni Gaetano Orsini                                                         | S. Nicola in Carcere Tulliano                | |  |
| 20 septembre 1276         | Viterbo                     | Jean XXI               | Giovanni Gaetano Orsini                                                         | S. Nicola in Carcere Tulliano                | |  |
| 26 décembre 1277          | Rome                        | Nicolas III            | Giacomo Savelli                                                                 | S. Maria in Cosmedin                         | Le 19 décembre il est sacré évêque de Rome, probablement par le cardinal Bertran de Saint-Martin, évêque de Sabine et doyen du Sacré Collège des cardinaux                                                                     |  |
| 23 mars 1281              | Orvieto                     | Martin IV              | Giacomo Savelli                                                                 | S. Maria in Cosmedin                         | Le même jour, il est sacré évêque de Rome par le cardinal Latino Malabranca Orsini, évêque d'Ostie e Velletri. |  |
| 19 mai 1285               | Rome                        | Honoré IV              | Goffredo da Alatri                                                              | San Giorgio in Velabro                       | Le même jour, il est sacré évêque de Rome par le cardinal Latino Malabranca Orsini, évêque d'Ostie e Velletri. |  |
| 22 février 1288           | Rome                        | Nicolas IV             | Matteo Rosso Orsini                                                             | S. Maria in Portico                          | |  |
| 29 août 1294              | L'Aquila                    | Célestin V             | Probablement par le cardinal Matteo Rosso Orsini                                | S. Maria in Portico                          | Le même jour, il est sacré évêque de Rome sans doute par le cardinal Hugues Aycelin Montaigut, évêque d'Ostie e Velletri. Il est couronné à nouveau quelques jours plus tard (le seul exemple d'un double couronnement papal). |  |
| 23 janvier 1295           | Rome                        | Boniface VIII          | Matteo Rosso Orsini                                                             | S. Maria in Portico                          | Le même jour, il est sacré évêque de Rome par le cardinal Hugues Aycelin Montaigut, évêque d'Ostie e Velletri |  |
| 27 octobre 1303           | Rome                        | Benoît XI              | Matteo Rosso Orsini                                                             | S. Maria in Portico                          | |  |
| 14 novembre 1305          | Lyon                        | Clément V              | Napoleone Orsini Frangipani                                                     | S. Adriano                                   | |  |
| 5 septembre 1316          | Lyon                        | Jean XXII              | Napoleone Orsini Frangipani                                                     | S. Adriano                                   | |  |
| 15 mai 1328               | Rome                        | Nicolas V (antipape)   | Giacomo Alberti                                                                 | pseudo cardinal-évêque d'Ostie e Velletri    | Le 12 mai, il est sacré évêque de Rome aussi par Giacomo Alberti, alors évêque de Castello. |  |
| 8 janvier 1335            | Avignon                     | Benoît XII             | Napoleone Orsini Frangipani                                                     | S. Adriano                                   | |  |
| 19 mai 1342               | Avignon                     | Clément VI             | Raymond Guillaume des Farges                                                    | S. Maria Nuova                               | |  |
| 30 décembre 1352          | Avignon                     | Innocent VI            | Gaillard de la Motte                                                            | S. Lucia in Septisolio                       | |  |
| 6 novembre 1362           | Avignon                     | Urbain V               | Probablement par le cardinal Guillaume de La Jugie                              | S. Maria in Cosmedin                         | Le même jour, il est sacré évêque de Rome par le cardinal Andouin Aubert, évêque d'Ostie e Velletri. |  |
| 3 janvier 1371            | Avignon                     | Grégoire XI            | Rinaldo Orsini                                                                  | S. Adriano                                   | Le même jour, il est sacré évêque de Rome par le cardinal Guy de Boulogne, évêque de Porto de Santa Rufina et doyen du Sacré Collège des cardinaux.                                                                            |  |
| 18 avril 1378             | Rome                        | Urbain VI              | Giacomo Orsini                                                                  | S. Giorgio in Velabro                        | |  |
| 31 octobre 1378           | Fondi                       | Clément VII (antipape) | Comte Onorato Caetani (n'est pas cardinal)                                      |                                              | |  |
| 9 novembre 1389           | Rome                        | Boniface IX            | Tommaso Orsini                                                                  | S. Maria in Domnica                          | Le même jour, il est sacré évêque de Rome par le cardinal Francesco Moricotti Prignano, évêque de Palestrina et doyen du Sacré Collège des cardinaux                                                                           |  |
| 11 octobre 1394           | Avignon                     | Benoît XIII            | Hugues de Saint-Martial                                                         | S. Maria in Portico                          | Le même jour, il est sacré évêque de Rome par le cardinal Jean de Neufchâtel, évêque d'Ostie e Velletri |  |
| 11 novembre 1404          | Rome                        | Innocent VII           | Rinaldo Brancaccio                                                              | SS. Vito e Modesto                           | |  |
| 19 décembre 1406          | Rome                        | Grégoire XII           | Probablement par Rinaldo Brancaccio                                             | SS. Vito e Modesto                           | |  |
| 7 juillet 1409            | Pise                        | Alexandre V (antipape) | Amadeo Saluzzo                                                                  | S. Maria Nuova                               | |  |
| 25 mai 1410               | Bologne                     | Jean XXIII (antipape)  | Rinaldo Brancaccio                                                              | SS. Vito e Modesto                           | Le même jour, il est sacré évêque de Rome par le cardinal Jean Allarmet de Brogny, évêque d'Ostie e Velletri et sous-doyen du Sacré Collège des cardinaux.                                                                     |  |
| 21 novembre 1417          | Constance                   | Martin V               | Amadeo Saluzzo                                                                  | S. Maria Nuova                               | Le 14 novembre, il est sacré évêque de Rome par le cardinal Jean Allarmet de Brogny, évêque d'Ostie e Velletri et doyen du Sacré Collège des cardinaux.                                                                        |  |
| 19 mai 1426               | Peñíscola                   | Clément VII (antipape) |                                                                                 |                                              | |  |
| 11 mars 1431              | Rome                        | Eugène IV              | Alfonso Carrillo de Albornoz                                                    | S. Eustachio                                 | |  |
| 24 juin 1440              | Bâle                        | Antipape Félix V       | Louis Aleman                                                                    | S. Cecilia                                   | |  |
| 19 mars 1447              | Rome                        | Nicolas V              | Prospero Colonna                                                                | San Giorgio in Velabro                       | |  |
| 20 avril 1455             | Rome                        | Calixte III            | Prospero Colonna                                                                | San Giorgio in Velabro                       | |  |
| 3 septembre 1458          | Rome                        | Pie II                 | Prospero Colonna                                                                | San Giorgio in Velabro                       | |  |
| 16 septembre 1464         | Rome                        | Paul II                | Niccolò Fortiguerra                                                             | S. Cecilia                                   | |  |
| 25 août 1471              | Rome                        | Sixte IV               | Rodrigo Borgia                                                                  | S. Nicola in Carcere Tulliano                | Le même jour, il est sacré évêque de Rome par le cardinal Guillaume d'Estouteville, évêque d'Ostie e Velletri et sous-doyen du Sacré Collège des cardinaux.                                                                    |  |
| 12 septembre 1484         | Rome                        | Innocent VIII          | Francesco Todeschini Piccolomini                                                | S. Eustachio                                 | |  |
| 26 août 1492              | Rome                        | Alexandre VI           | Francesco Todeschini Piccolomini                                                | S. Eustachio                                 | |  |
| 8 octobre 1503            | Rome                        | Pie III                | Raffaele Riario                                                                 | San Giorgio in Velabro                       | Le 1er octobre, il est sacré évêque de Rome par le cardinal Giuliano della Rovere, évêque d'Ostie e Velletri et sous-doyen du Sacré Collège des cardinaux.                                                                     |  |
| 26 novembre 1503          | Rome                        | Jules II               | Raffaele Riario                                                                 | San Giorgio in Velabro                       | |  |
| 19 mars 1513              | Rome                        | Léon X                 | Alessandro Farnese                                                              | S. Eustachio                                 | Le 17 mars, il est sacré évêque de Rome par le cardinal Raffaele Riario, évêque d'Ostie e Velletri et doyen du Sacré Collège des cardinaux.                                                                                    |  |
| 31 août 1522              | Rome                        | Adrien VI              | Marco Cornaro                                                                   | S. Maria in Via Lata                         | |  |
| 26 novembre 1523          | Rome                        | Clément VII            | Marco Cornaro                                                                   | S. Maria in Via Lata                         | |  |
| 3 novembre 1534           | Rome                        | Paul III               | Innocenzo Cibo                                                                  | S. Maria in Domnica                          | |  |
| 22 février 1550           | Rome                        | Jules III              | Innocenzo Cibo                                                                  | S. Maria in Domnica                          | |  |
| 10 avril 1555             | Rome                        | Marcel II              | Jean du Bellay, évêque de Porto e Santa Rufina                                  |                                              | Le même jour, il est sacré évêque de Rome par le cardinal Gian Pietro Carafa, évêque d'Ostie e Velletri et doyen du Sacré Collège des cardinaux.                                                                               |  |
| 26 mai 1555               | Rome                        | Paul IV                | Francesco Pisani                                                                | S. Marco                                     | |  |
| 6 janvier 1560            | Rome                        | Pie IV                 | Alessandro Farnese                                                              | S. Lorenzo in Damaso                         | |  |
| 17 janvier 1566           | Rome                        | Pie V                  | Giulio Feltre della Rovere                                                      | S. Pietro in Vincoli                         | |  |
| 25 mai 1572               | Rome                        | Grégoire XIII          | Girolamo Simoncelli                                                             | SS. Cosma e Damiano                          | |  |
| 1er mai 1585              | Rome                        | Sixte V                | Ferdinando de' Medici                                                           | S. Maria in Domnica                          | |  |
| 8 décembre 1590           | Rome                        | Gregoire XIV           | Andreas von Austria                                                             | S. Maria Nuova                               | |  |
| 3 novembre 1591           | Rome                        | Innocent IX            | Andreas von Austria                                                             | S. Maria Nuova                               | |  |
| 9 février 1592            | Rome                        | Clément VIII           | Francesco Sforza di Santa Fiora                                                 | S. Maria in Via Lata                         | Le 2 février, il est sacré évêque de Rome par le cardinal Alfonso Gesualdo, évêque d'Ostie e Velletri et doyen du Sacré Collège des cardinaux                                                                                  |  |
| 10 avril 1605             | Rome                        | Léon XI                | Francesco Sforza di Santa Fiora                                                 | S. Maria in Via Lata                         | |  |
| 29 mai 1605               | Rome                        | Paul V                 | Francesco Sforza di Santa Fiora                                                 | S. Maria in Via Lata                         | |  |
| 14 février 1621           | Rome                        | Grégoire XV            | Andrea Baroni Peretti Montalto                                                  | S. Maria in Via Lata                         | |  |
| 29 septembre 1623         | Rome                        | Urbain VIII            | Alessandro d'Este                                                               | S. Maria in Via Lata                         | |  |
| 4 octobre 1644            | Rome                        | Innocent X             | Carlo de Medici                                                                 | S. Nicola in Carcere Tulliano                | |  |
| 16 avril 1655             | Rome                        | Alexandre VII          | Giangiacomo Teodoro Trivulzio                                                   | S. Maria in Via Lata                         | |  |
| 26 juin 1667              | Rome                        | Clément IX             | Rinaldo d'Este                                                                  | S. Nicola in Carcere Tulliano                | |  |
| 11 mai 1670               | Rome                        | Clément X              | Francesco Maidalchini                                                           | S. Maria in Via Lata                         | |  |
| 4 octobre 1676            | Rome                        | Innocent XI            | Francesco Maidalchini                                                           | S. Maria in Via Lata                         | |  |
| 16 octobre 1689           | Rome                        | Alexandre VIII         | Francesco Maidalchini                                                           | S. Maria in Via Lata                         | |  |
| 15 juillet 1691           | Rome                        | Innocent XII           | Urbano Sacchetti                                                                | S. Maria in Via Lata                         | |  |
| 8 décembre 1700           | Rome                        | Clément XI             | Benedetto Pamphilj                                                              | S. Maria in Via Lata                         | Le 30 novembre, il est sacré évêque de Rome par le cardinal de Bouillon, évêque de Porto de Santa Rufina et doyen du Sacré Collège des cardinaux.                                                                              |  |
| 18 mai 1721               | Rome                        | Innocent XIII          | Benedetto Pamphilj                                                              | S. Maria in Via Lata                         | |  |
| 4 juin 1724               | Rome                        | Benoît XIII            | Benedetto Pamphilj                                                              | S. Maria in Via Lata                         | |  |
| 16 juillet 1730           | Rome                        | Clément XII            | Lorenzo Altieri                                                                 | S. Agata in Suburra                          | |  |
| 21 août 1740              | Rome                        | Benoît XIV             | Carlo Maria Marini                                                              | S. Agata in Suburra                          | |  |
| 16 juillet 1758           | Rome                        | Clément XIII           | Alessandro Albani                                                               | S. Maria in Via Lata                         | |  |
| 4 juin 1769               | Rome                        | Clément XIV            | Alessandro Albani                                                               | S. Maria in Via Lata                         | Le 28 mai, il est sacré évêque de Rome par le cardinal Federico Marcello Lante Montefeltro della Rovere, évêque de Porto de Santa Rufina et sous-doyen du Sacré Collège des cardinaux.                                         |  |
| 22 février 1775           | Rome                        | Pie VI                 | Alessandro Albani                                                               | S. Maria in Via Lata                         | Le même jour, il est sacré évêque de Rome par le cardinal Giovanni Francesco Albani, évêque de Porto de Santa Rufina et doyen du Sacré Collège des cardinaux.                                                                  |  |
| 21 mars 1800              | Venise                      | Pie VII                | Antonio Doria Pamphilj                                                          | S. Maria ad Martyres                         | |  |
| 5 octobre 1823            | Rome                        | Léon XII               | Fabrizio Dionigi Ruffo                                                          | S. Maria in Via Lata                         | |  |
| 5 avril 1829              | Rome                        | Pie VIII               | Giuseppe Albani                                                                 | S. Maria in Via Lata                         | |  |
| 6 février 1831            | Rome                        | Grégoire XVI           | Giuseppe Albani                                                                 | S. Maria in Via Lata                         | Le même jour, il est sacré évêque de Rome par le cardinal Bartolomeo Pacca, évêque d'Ostie e Velletri et doyen du Sacré Collège des cardinaux.                                                                                 |  |
| 21 juin 1846              | Rome                        | Pie IX                 | Tommaso Riario Sforza                                                           | S. Maria in Via Lata                         | |  |
| 3 mars 1878               | Rome                        | Léon XIII              | Teodolfo Mertel                                                                 | S. Eustachio                                 | Il remplace le cardinal protodiacre Prospero Caterini qui ne peut couronner le pape pour des raisons de santé. |  |
| 9 août 1903               | Rome                        | Pie X                  | Luigi Macchi                                                                    | S. Maria in Via Lata                         | |  |
| 6 septembre 1914          | Rome                        | Benoît XV              | Francesco Salesio Della Volpe                                                   | S. Maria in Aquiro                           | |  |
| 12 février 1922           | Rome                        | Pie XI                 | Gaetano Bisleti                                                                 | S. Agata in Suburra                          | |  |
| 12 mars 1939              | Vatican                     | Pie XII                | Camillo Caccia-Dominioni                                                        | S. Maria in Domnica                          | |  |
| 4 novembre 1958           | Vatican                     | Jean XXIII             | Nicola Canali                                                                   | S. Nicola in Carcere Tulliano                | |  |
| 30 juin 1963              | Vatican                     | Paul VI                | Alfredo Ottaviani                                                               | S. Maria in Domnica                          | |  |
| Dimanche 3 septembre 1978 | Place Saint-Pierre, Vatican | Jean-Paul Ier          | Pericle Felici                                                                  | Basilique Sant'Apollinare de Rome            | |  |
| Dimanche 22 octobre 1978  | Place Saint-Pierre, Vatican | Jean-Paul II           | Pericle Felici                                                                  | Basilique Sant'Apollinare de Rome            | |  |
| Dimanche 24 avril 2005    | Place Saint-Pierre, Vatican | Benoît XVI             | Jorge Medina Estévez                                                            | Basilique San Saba                           | |  |
| Dimanche 19 mars 2013     | Place Saint-Pierre, Vatican | François               | Jean-Louis Tauran                                                               | Basilique Sant'Apollinare de Rome            | |  |
| Dimanche 18 mai 2025      | Place Saint-Pierre, Vatican | Léon XIV               | Mario Zenari                                                                    | Église Santa Maria delle Grazie alle Fornaci | |  |